# ESOTERIC
ESOTERIC（エソテリック）とは、ティアックの機能子会社であるエソテリック株式会社が開発・発売・販売している高級（ハイエンド）オーディオ機器・AV機器のブランドである。

## 沿革
2004年にティアックの社内カンパニーであった「ティアック・エソテリック・カンパニー」を、「株式会社ティアック・エソテリック・カンパニー」として分社化し設立。
2008年に社名をエソテリック株式会社に改称。